# Gomaran
Gomaran – wieś w Armenii, w prowincji Sjunik. W 2011 roku liczyła 71 mieszkańców.